# Serdar Kulbilge
Serdar Kulbilge (né le 7 juillet 1980 à Hayrabolu, région de Tekirdağ en Turquie) est un footballeur turc.
Il mesure 1,86 m et pèse 84 kg. Il portait le numéro 43 à Bursaspor puis est transféré au Fenerbahçe SK. Après la blessure de Volkan Demirel, il prend sa place et fait un excellent match. Il est demandé en équipe nationale. Après avoir une saison à Kocaelispor, il signe pour le club de Gençlerbirliği, en 2011 il signe pour le club de Ankaragücü mais le club ayant des problèmes il n'y reste pas et se retrouve sans club, en 2012 il signe pour le club de Boluspor.
Il fait partie maintenant de l'équipe de Gaziantepspor.